# B.L.T.
「B.L.T.」（ビー・エル・ティー）は、東京ニュース通信社が発行する日本の月刊テレビ情報誌である。同社の週刊TVガイドの姉妹誌。
「B.L.T.」は「BEAUTIFUL Lady & TELEVISION」の略。表紙には月刊ビー・エル・ティー（げっかんビー・エル・ティー）と記載されている。

## 概要
創刊は1997年9月24日。10歳代・20歳代の男性をターゲットとし、女性アイドルのグラビアとテレビの月刊番組表を組み合わせた誌面となっている。創刊号の表紙は広末涼子であった。
発売当初は関東版、関西版、中部版、北海道版、九州版（NHKと福岡の民放5局を掲載）の5版体制であったが、2013年5月号からは北海道版に宮城県を加えた北海道・宮城版、九州版に広島県を加えた九州・広島版の体制となっている。特に関西版は『KANSAI B.L.T.』として、独自の紙面が他の版より多くなっている。
2011年7月24日をもって一部地域を除き地上デジタル放送完全移行のため、前日の23日をもってGコード掲載を取りやめた。
2015年6月号をもって関東版を除き各地方版を休刊。7月号より関東版（全国版）に一本化したうえで各テレビ番組表を廃止し、番組情報は解説記事やタレント別スケジュールなどによって提供するとしている。東京ニュース通信社のプレスリリースによれば、「最先端の『番組表のない新型テレビ誌』というカテゴリーを開拓する」としている。

### キャッチコピー
- 「月刊TVガイド for ヤング」（創刊号 - 1998年5月号まで）
- 「僕らのテレビ誌・月刊TVガイド」（1998年6月号 - 2000年10月号）
- 「僕らのテレビ誌・月刊TVガイド!」（2000年11月号 - 2001年4月号）
- 「僕らの月刊TVガイド!」（2001年5月号 - 2007年4月号）
- 「男の月刊TVガイド!」（2007年5月号 - 2009年10月号）
- 「すべてのビューティフルレディーがわかる月刊TVガイド」（2009年11月号 - 2010年11月号）
- 「ビューティフルレディーのすべてがわかる月刊TVガイド」（2010年12月号 - ）
- 「B.L.T. 15th Anniversary」（2012年11月号）
- 「新装刊! BEAUTIFUL LADYのすべてがわかる新型テレビ誌!」（2015年7月号 - ）

## 特徴
- 表紙および巻頭グラビアは全て篠山紀信が撮影している（2015年5月号の土屋太鳳まで）。
- 表紙は若手女優、若手女性タレント、女性アイドル歌手、または女性アイドル歌手グループの写真であり2004年4月号以外はすべてスタジオ撮影されたものである。
- タレントプロフィールの出身地表記は、他の東京ニュース通信社出版物では末尾が「生まれ」になっているのに対し本誌では「出身」となっている。またグラビアアイドルのプロフィールにはスリーサイズも表記されているが、身長は表記されていない。

## 特別版

### AKB48版
2007年2月号から、アイドルグループのAKB48を表紙とした特別版「B.L.T.×AKB48」(AKB48 B.L.T SPECIAL BOOK)（誌面は通常の内容）を発行していた。毎月、秋葉原のAKB48劇場にて販売する劇場限定版3種類とインターネット公式サイト「B.L.T.net」で通信販売するWeb版の計4種類が限定販売された。
劇場限定版には購入特典として生写真がランダムで封入されているため、本誌が劇場やその周辺に投棄されていることが多かった。そのため、2008年からは本誌のページ番号を10冊分切り取って応募すると生写真全セットが抽選で当たる「ダブルチャンス企画」を行っていた。
その他、アイドルグループ仕様の特別版として、SKE48版（2009年〜）、NMB48版（2011年2月号〜）、乃木坂46版「NOGI CAMERA」（2011年11月号〜）、iDOL Street版「SIZZLE STREET」（2012年〜）、HKT48版「スキ！スキ！スキップ！」（2013年3月号〜）、チームしゃちほこ版「しゃち狩りいこうぜ！」（2013年5月号〜）、私立恵比寿中学版「Ebi Collection」（2014年〜）、たこやきレインボー版「たこスプレー」（2015年〜）も発行されている。

### アニメイト・ゲーマーズ・とらのあな版
2010年4月の紙面リニューアル時から、アニメや声優の分野にも力点を置き始めているが、2010年12月号〜2012年1月号では、全国のアニメイト・ゲーマーズ・とらのあな店頭のみで販売される特別版が発行されていた。内容は関東版と同一だが、表紙が声優やアニメキャラクターに置き換えられていた。
2018年12月号でも「アニメイト・ゲーマーズ限定版」が発行された。誌面は別冊付録ポスターが異なる以外通常の内容で、表紙は通常版と同じく荻野由佳（NGT48）と斉藤朱夏だが、通常版とは異なるカットの写真が使用された。

### Aqours版
2018年9月号では、声優ユニットのAqoursを表紙とした特別版「2018年9月号増刊 Aqours版」を発行した。通常版とは巻頭特集と別冊付録が異なる。

### キャンジャニ∞版
2023年5月号では、女装した関ジャニ∞によるガールズユニット・キャンジャニ∞を表紙とした特別版『2023年5月号増刊 キャンジャニ∞特別版』を発行した。
同号は、過去にキャンジャニ∞が表紙に登場したことがある『週刊TVガイド』と本誌がタッグを組み、今回の特別号が実現した。
女装した姿ではあるが、本誌で男性グループが表紙を飾るのは異例である。

## 番組連動企画
日本テレビ&日テレプラスで放送された『第三惑星放送協會 ルドイア☆星惑三第』（番組終了後は「B.L.T.アイドル（略）』として）、フジテレビワンツーネクストで放送中の『アイドリング!!!』、テレビ東京で放送中の『A×A ダブルエー』は番組と紙面で連動企画を行っている。ただし、『ルドイア☆星惑三第』は全国共通、『アイドリング!!!』は関東版限定だったが2007年12月号より他の4地域版でも掲載となっている。

## 関連ムック
『B.L.T.MOOK』のうち、実質定期刊行されているシリーズを挙げる
- blt graph.
「写真集クオリティーのグラビア&インタビュー新型マガジン」と謳っている。
- B.L.T. VOICE GIRLS
「Anime Culture Long Gravure & Interview Magazine」と謳っている。女性声優にフォーカスを当てている。

## 主催イベント

### Beautiful Lady Live
トークとミニライブからなるイベント。メインMCは南海キャンディーズの山里亮太が、アシスタントは中川杏奈が務めた。
| 回 | 日時          | ゲスト                   | 会場                      |
| -- | ------------- | ------------------------ | ------------------------- |
| 1  | 2009年9月21日 | 渡り廊下走り隊、高木古都 | 北沢タウンホール          |
| 2  | 2009年12月5日 | 9nine                    | 新宿文化センター 小ホール |
| 3  | 2010年3月30日 | スマイレージ             | KFCホール                 |
| 4  | 2010年4月24日 | bump.y                   | 北沢タウンホール          |
| 5  | 2010年11月1日 | ももいろクローバー       | 時事通信ホール            |
| 6  | 2011年3月5日  | SUPER☆GiRLS              | 北沢タウンホール          |

## その他
- 主に住友生命保険のセールスレディーを通じて配布される住友生命版B.L.T.がある。